# Eophrixus shojii
Eophrixus shojii là một loài chân đều trong họ Bopyridae. Loài này được Shiino miêu tả khoa học năm 1941.